# Hadim Süleyman Paixà
Hadim Süleyman Paixà (? - 1547) fou gran visir otomà entre maig de 1514 i 28 de novembre de 1544.
Era un eunuc que va ocupar alguns càrrecs a palau i vers el 1521 fou enviat a la frontera amb el Regne d'Hongria.
El 1524 fou nomenat governador de Síria i a l'any següent governador d'Egipte (13 de juny de 1525) on va exercir fins al 22 de gener de 1535; havia projectat una campanya al Iemen però fou cridat abans del seu inici.
Llavors va participar en la campanya de Bagdad i fou nomenat al final governador d'Anadolu amb rang de visir.
El 25 d'octubre de 1536 fou nomenat altre cop pel govern d'Egipte després del govern de Khusrew o Khissru Pasha (gener de 1535 - octubre de 1536) amb l'encàrrec d'organitzar la campanya contra els portuguesos de l'Índia; el sultà Bahadur Shah Gudjarati de Gujarat havia demanat ajut als otomans, i Hadim va organitzar una flota de 72 vaixells amb canons de setge i uns 6.500 soldats, que va sortir de Suez el 22 de juny de 1538.
Va recórrer la mar Roja passant per Jeddah i l'illa Kamaran, fins a l'estret de Bab al-Màndeb, i llavors cap a Aden; aquí va executar al senyor local Amir ibn Dawud i va posar la ciutat sota sobirania otomana formant un sandjak dins l'eyalat del Iemen. Va navegar llavors 19 dies (durant els quals va perdre 4 vaixells) arribant a Gujarat el 4 de setembre de 1538, ocupant la fortalesa de Gogala que els portuguesos anomenaven Villa des Rumos i fou anomenada Bandar-i Turki; després va ocupar la fortalesa de Kat, però no va poder capturar la fortalesa portuguesa de Diu. El nou sultà de Gujarat, Mahmud III, assabentat de la sort del senyor d'Aden i per por de seguir el mateix camí, es va abstenir d'ajudar els otomans. El 6 d'octubre de 1538 Hadim va saber que la flota portuguesa s'acostava a Diu i va aixecar el setge de la ciutadella portuguesa (la part exterior ja estava a les seves mans) per retornar cap a la mar Roja.
A la costa del Hadramaut es va aturar al port de Shihr on va ajudar al senyor local Badr a estendre el seu poder fins al Zufar a canvi d'un tribu anual; va sortir del port el 30 de novembre de 1538, cap a Aden i després l'estret de Bab al-Màndeb fins a Djazan on va saber que en la seva absència el sobirà del Iemen s'havia declarat contra els otomans. Les tropes turques van desembarcar i van ocupar les zones muntanyoses incloent Sanà; Mustafa Pasha, fill de Niyikli Mehmed Pasha, fou nomenat governador de l'eyalat; el xerif de la Meca es va declarar vassall del sultà i fou confirmat en el càrrec.
Finalment va arribar a la ciutat de Suez el 1539 deixant el càrrec de governador per retornar a la cort on fou nomenat segon visir, sent gran visir Çelebi Lütfi Paixà (que va exercir del 13 de juliol de 1539 a l'abril de 1541).
Quan Lütfi fou revocat l'abril de 1541, Hadim el va substituir (maig de 1514). Va exercir com a gran visir durant tres anys i mig fins al 28 de novembre de 1544. La seva primera tasca fou defensar la regió d'Artukabad i Tokat d'un possible atac safàvida (aprofitant que l'exèrcit otomà estava ocupat a Hongria), i va restar a la zona fins al final de la campanya hongaresa.
A finals del 1544 fou revocat (28 de novembre) a causa del seu enfrontament amb l'antic governador d'Egipte Khusrew o Khissru Pasha, sobre els impostos en aquest govern, en relació als quals Hadim hauria comès algun abús. Es va retirar a Gal·lípoli sense poder demostrar la seva innocència, i hi va restar fins a la seva mort el setembre de 1547.